# Вернер-Карл Шмідт
Вернер-Карл Шмідт (нім. Werner-Karl Schmidt; 15 квітня 1915, Штеттін — 5 лютого 2001, Бад-Гомбург) — німецький офіцер-підводник, капітан-лейтенант крігсмаріне.

## Біографія
5 квітня 1935 року вступив на флот. З серпня 1938 року служив в авіації. В серпні-грудні 1941 року пройшов курс підводника. З січня 1942 року служив в штабі 29-ї флотилії підводних човнів. З квітня 1942 року — офіцер групи Військово-морського училища Мюрвіка. З липня 1942 року — офіцер з підготовки в училищі корабельної артилерії. З жовтня 1942 року — знову офіцер групи Військово-морського училища Мюрвіка. В березні-вересні 1943 року пройшов новий курс підводника, у вересні-листопаді — курс командира човна. З 12 грудня 1943 року — командир підводного човна U-250. 26 липня 1944 року вийшов у свій перший і останній похід. 30 липня потопив радянський протичовновий катер МО-105 водотоннажністю 56 тонн; 19 з 26 членів екіпажу загинули. Того ж дня U-250 був потоплений у Фінській затоці (60°27′ пн. ш. 28°24′ сх. д.) глибинними бомбами радянського протичовнового катера MO-103. 46 членів екіпажу загинули, 6 (включаючи Шмідта) були врятовані і взяті в полон. В березні 1949 року звільнений.

## Звання
- Кандидат в офіцери (5 квітня 1935)
- Морський кадет (25 вересня 1935)
- Фенріх-цур-зее (1 квітня 1936)
- Оберфенріх-цур-зее (1 січня 1938)
- Лейтенант-цур-зее (1 квітня 1938)
- Оберлейтенант-цур-зее (1 жовтня 1939)
- Капітан-лейтенант (1 вересня 1942)

## Нагороди
- Медаль «За вислугу років у Вермахті» 4-го класу (4 роки)